# Imai Nobuko
Imai Nobuko (今井 信子) (Tokió, 1943. március 18. –) japán brácsaművész, egyetemi tanár. 1988 óta egy 1690-es Andrea Guarneri-hangszeren játszik.

## Élete
Hatéves korában kezdte zenei tanulmányait a tokiói Gakuen zeneiskolában, s ott választotta a mélyhegedűt hangszeréül. Azután az Amerikai Egyesült Államokban a Juilliard Schoolon, illetve a Yale Egyetem Zenei Fakultásán tanult. 1967-ben megnyerte a Young Concert Artists International Auditions versenyt, majd a genfi és a müncheni ARD Nemzetközi Zenei Versenyeket.
Olyan művészekkel zenélt együtt, mint Martha Argerich, Kyung-wha Chung, Heinz Holliger, Mischa Maisky, Midori Goto, Murray Perahia, Gidon Kremer, Yo-Yo Ma, Itzhak Perlman, Schiff András, Isaac Stern és Pinchas Zukerman. Fellépett többek között a Berlini Filharmonikus Zenekarral, a Royal Concertgebouw Zenekarral, a Bécsi Szimfonikus Zenekarral, a Royal Stockholm Filharmonikusokkal, valamint a Londoni Szimfonikus Zenekar, a BBC Szimfonikus Zenekar, a Bostoni Szimfonikus Zenekar és a Chicagói Szimfonikus Zenekar kíséretével.
1983 és 2003 között a detmoldi Hochschule für Musik tanára volt, jelenleg az amszterdami (), a svájci sioni Varga Tibor Zeneakadémián, a madridi Reina Sofía zeneiskolában és a genfi zeneakadémián () oktat.

## Diszkográfia
Több mint 30 felvételt adott ki olyan cégeknél, mint a BIS, Chandos, DG, EMI, Hyperion és a Philips.

## Elismerései
- Avon Arts Award (1993)
- Japán Suntory Music Award (1995)
- Japán Mainichi Award of Arts (1996)
- Toru Takemitsu komponált számára egy brácsakoncertet, A String Around Autumn címmel (1989)

## Irodalmi művei
- Akogare: Viola Totomoni (憧れ ヴィオラとともに), Shunjusha (2007, 2013)

## Fordítás
- Ez a szócikk részben vagy egészben  a   Nobuko Imai című angol Wikipédia-szócikk ezen változatának fordításán alapul.  Az eredeti cikk szerkesztőit annak laptörténete sorolja fel. Ez a jelzés csupán a megfogalmazás eredetét és a szerzői jogokat jelzi, nem szolgál a cikkben szereplő információk forrásmegjelöléseként.